# Combat Circus
Combat Circus – drugi album studyjny włoskiej formacji ska-folk-punkowej Talco wydany przez wytwórnie Mad Butcher Records w 2006 roku. Krążek rozsławiony został głównie za sprawą dwóch zawartych na nim piosenek: "Bella Ciao", czyli brawurowej wersji słynnej pieśni antyfaszystowskiej z okresu II wojny światowej oraz "Tortuga", utworowi otwierającemu płytę. "Combat Circus" był również pierwszym albumem Talco, w którym tak wyraźnie słyszalne były wpływy twórczości Manu Chao oraz muzyki folkowej Włoch i Hiszpanii. 

## Lista utworów
1. Tortuga - 3:58
2. La sedia vuota - 3:58
3. Il passo del caciurdo - 2:57
4. Combat Circus - 1:29
5. Venghino, signori venghino - 0:47
6. La carovana - 3:12
7. Testamento di un buffone - 3:49
8. Oro nero - 4:28
9. Bella ciao - 2:22
10. La fabbrica del dissenso - 2:22
11. A la patchanka - 0:49
12. Diari perduti - 1:47

## Twórcy
- Tomaso De Mattia - wokal, gitara akustyczna, gitara elektryczna
- Emanuele Randon - gitara elektryczna, chórki
- Francesco Rioda - gitara basowa
- Nicola Marangon - perkusja
- Enrico Marchioro - saksofon
- Riccardo Terrin - trąbka
- Simone Vianello - klawisze, akordeon, chórki